# La brigata del fuoco (film 1935)
La brigata del fuoco (Mickey's Fire Brigade) è un cortometraggio d'animazione del 1935 della serie Mickey Mouse diretto da Ben Sharpsteen. Venne distribuito negli Stati Uniti dalla United Artists il 3 agosto 1935. Al corto lavorarono sedici animatori, il che riflette la crescita della Walt Disney Productions in quel periodo. A partire dagli anni novanta è più noto col titolo I pompieri di Topolino.

## Trama

Una scena del film

Topolino, Paperino e Pippo sono tre vigili del fuoco che stanno andando ad estinguere l'incendio di un hotel. Una volta arrivati a destinazione, si mettono subito al lavoro, ma il fuoco e il fumo sembrano avere una loro volontà ed hanno costantemente la meglio su di loro, facendogli trabocchetti e dispetti. Inoltre il trio, a causa della propria incompetenza, fallisce in qualsiasi tentativo di salvare la struttura e gli effetti personali dei clienti, facendo ancora più danni del fuoco stesso. Ad un certo punto, i tre amici si accorgono che al piano superiore Clarabella sta facendo il bagno cantando, ignara dell'incendio. Dopo che Pippo l'ha avvertita senza successo attraverso il vasistas, Topolino e Paperino sfondano la porta usando Pippo come ariete. Clarabella però pensa che i tre pompieri vogliano rapirla e grida allarmata. Topolino, Paperino e Pippo sollevano la vasca da bagno e la buttano fuori dalla finestra, facendola scivolare giù per una scala fino a terra. Poco dopo i tre vigili del fuoco finiscono nella vasca e Clarabella li colpisce ripetutamente con la sua spazzola.

## Distribuzione

### Edizione italiana
Il film fu distribuito in Italia nel 1937 in lingua originale. Il primo doppiaggio italiano conosciuto è quello realizzato dalla Royfilm con la collaborazione della Effe Elle Due per l'inclusione nella VHS Cartoons Disney 4, uscita nell'ottobre 1985; in questa occasione per Clarabella fu mantenuta la voce originale. Nel marzo 1990 il corto fu incluso nella VHS Sono io... Pippo con un nuovo doppiaggio (stavolta integrale) ad opera della stessa società con la collaborazione del Gruppo Trenta, poi utilizzato in tutte le successive occasioni. Non essendo stata registrata una colonna internazionale, in entrambi i casi è stata alterata la musica presente durante i dialoghi (nel primo doppiaggio rimuovendola, nel secondo sostituendola con una versione sintetizzata).

### Edizioni home video

#### VHS
America del Nord
- Mickey's Crazy Careers (1984)
- Fun on the Job (16 giugno 1992)

Italia
- Cartoons Disney 4 (ottobre 1985)[4]
- Sono io... Pippo (marzo 1990)[5]
- VideoParade n. 3 (dicembre 1992)[6]
- Topolino: un eroe... mille avventure (19 settembre 2000)[7]

#### DVD
Una volta restaurato, La brigata del fuoco fu distribuito in DVD-Video nel primo disco della raccolta Topolino star a colori, facente parte della collana Walt Disney Treasures e uscita in America del Nord il 4 dicembre 2001 e in Italia il 21 aprile 2004. Nel DVD è possibile vedere anche il test a matita del cortometraggio.